# 2-乙酰基吡咯啉
2-乙酰基吡咯啉是一种有机化合物，化学式为C6H9NO，它是一些米（如稻米）的香味来源之一，它在空气中的气味阈值为0.02 ng/L，在水中为0.1 μg/L。它可由2-乙基-1-吡咯啉的氧化反应制得。